# Nhà thờ St. Vincent de Paul ở Kraków

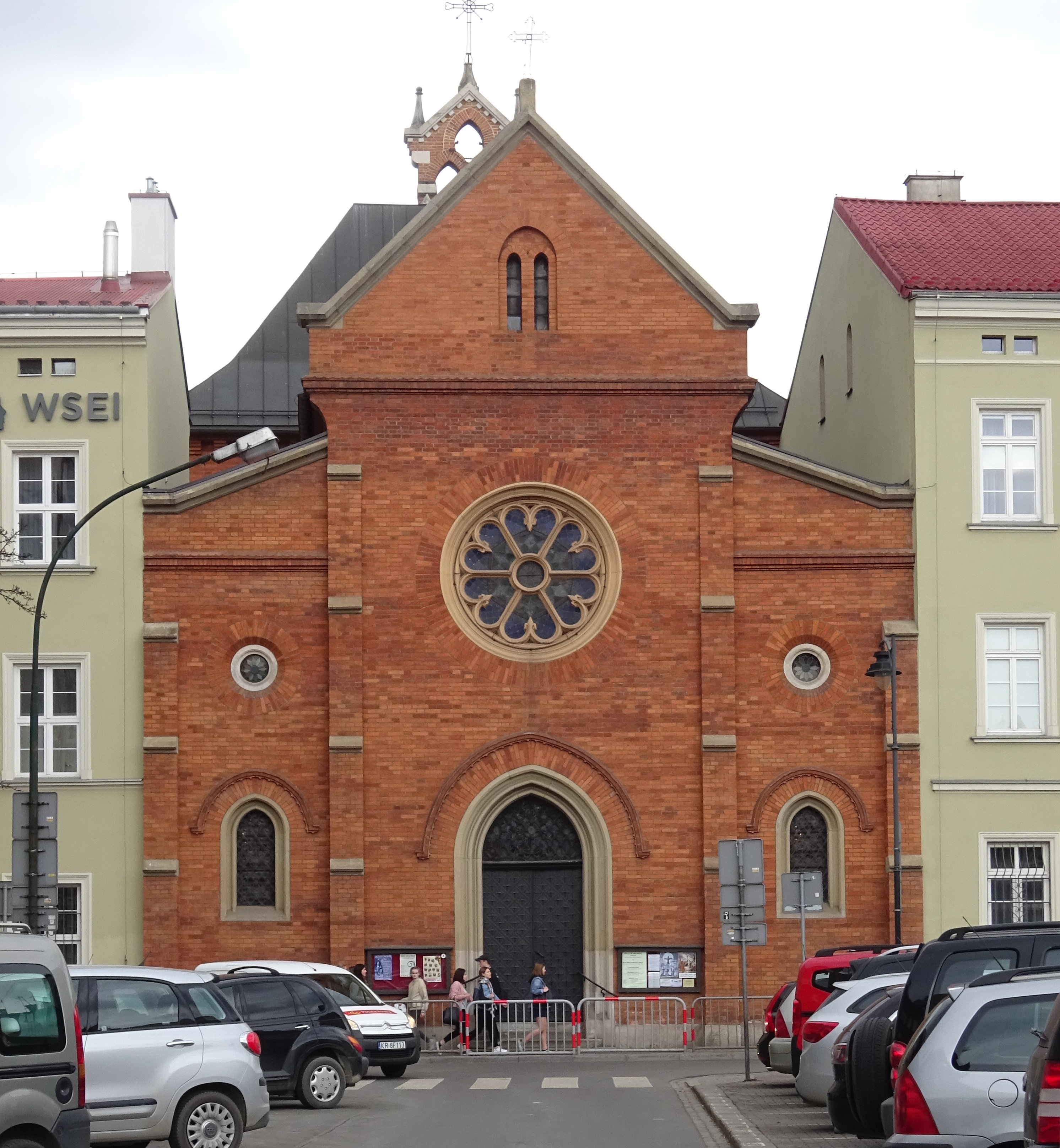
Nhà thờ St. Vincent de Paul ở Kraków

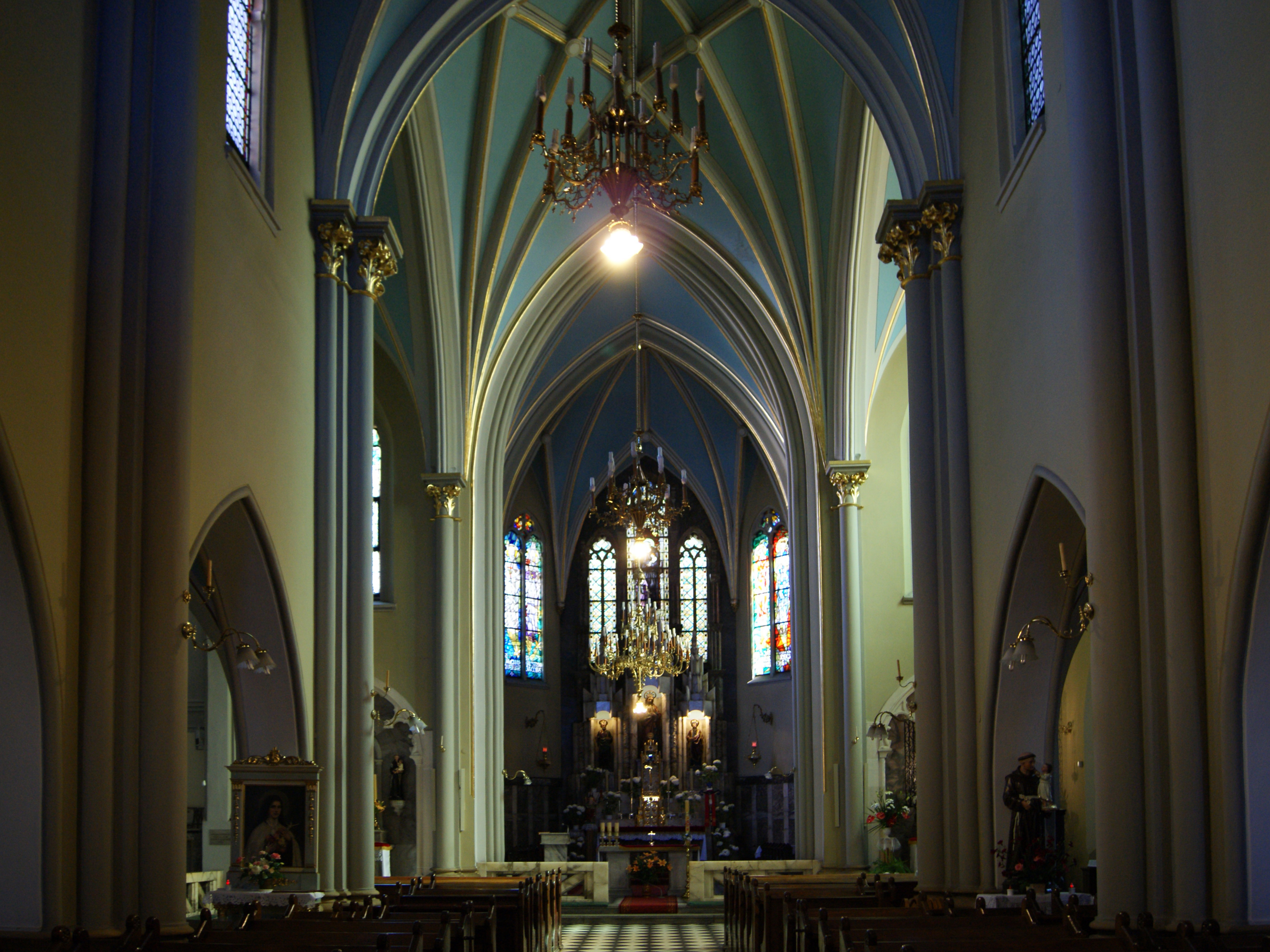
Lễ đường (2011)

Nhà thờ St. Vincent de Paul ở Kraków (tiếng Ba Lan: Kościół św. Wincentego à Paulo w Krakowie) là một nhà thờ Công giáo La Mã tọa lạc ở số 17-19 phố Świętego Filipa, tại thành phố Kraków, Ba Lan. Nhà thờ này có tên trong danh sách các di tích văn hóa.

## Lịch sử
| Mốc lịch sử | Mô tả |
| ----------- | --- |
| 1528        | Tiền thân của nhà thờ hiện tại là nhà thờ St. Philip và St. James từng bị phá hủy trong một trận hỏa hoạn năm 1528. Sau đó, nhà thờ này đã được xây dựng lại. |
| 1565        | Nhà thờ St. Philip và St. James bị phá hủy trong trận Đại hồng thủy Thụy Điển. |
| 1667        | Sau khi được xây dựng lại, nhà thờ được giám mục Mikołaj Oborski thánh hiến. |
| 1755        | Một trận hỏa hoạn khác đã tàn phá nhà thờ. |
| Thế kỷ 19   | Nhà thờ St. Vincent de Paul (như hiện nay) được xây dựng theo phong cách tân Gothic vào giai đoạn 1875 - 1877, dựa theo thiết kế của kiến trúc sư Filip Pokutyński. Nhà thờ chính thức được Đức Hồng y của Vatican Lodovico Jacobini thánh hiến vào ngày 2 tháng 9 năm 1877. |
| Thế kỷ 20   | Việc trùng tu và mở rộng nhà thờ diễn ra vào giai đoạn 1911 - 1912. Kiến trúc sư Jan Sas Zubrzycki đảm nhận công việc này. Kể từ đó, nhà thờ có một lễ đường mới nối liền với tu viện và nhà nguyện của Đức Mẹ Lộ Đức.                                                       |